# Малиновски, Жиль
Жиль Малиновски (фр. Gilles Malinowski) — таитянский футболист, участник и серебряный призёр первого розыгрыша Кубка наций ОФК.
На Кубке наций Малиновски принял участие в двух матчах группового этапа с Новой Зеландией (1:1) и Фиджи (4:0), отметился забитым голом в последнем. По итогам группового этапа сборная Таити заняла второе место и получила право сыграть в финале против Новой Зеландии, в котором уступила со счётом 0:2. В финальном матче Малиновски также принимал участие.